# 대한민국 국가과학기술위원회
국가과학기술위원회(國家科學技術委員會, National Science & Technology Commission)는 과학기술 기본 계획 등 국가과학기술 정책 목표·전략 수립 및 시행, 정부가 추진하는 연구 개발 사업의 투자 방향 설정 및 예산 배분·조정, 국가 연구 개발 사업의 성과 평가 및 성과 활용 지원을 관장하는 대한민국의 옛 중앙행정기관이다. 2010년 12월 27일 발족하였으며 2013년 3월 23일 국무총리 소속 국가과학기술심의회와 미래창조과학부로 소관 업무가 이관되면서 폐지되었다.

## 설치 근거 및 소관 업무
- 과학기술기본법 [법률 제10412호, 2010.12.27 일부개정] 제9조[1]

## 연혁
- 1973년 ~ 1996년 종합과학기술심의회(위원장:국무총리 / 부위원장:경제부총리)

- 과학기술진흥법 제5조에 따라 관련부처 장관 및 민간위촉위원으로 위원회를 구성하고 과학기술정책 및 사업 조정
- 1996년 ~ 1998년 과학기술장관회의(위원장:'97까지 재정경제원 장관 / '98:과학기술부 장관)

- 과학기술장관회의 규정('96.3) 및 과학기술혁신을 위한 특별법('97.4)에 따라 과학기술 관련부처 장관을 위원으로 구성하고 과학기술정책 및 사업을 조정
- 1999년 ~ 2003년 국가과학기술위원회(위원장:대통령 / 간사위원:과학기술부 장관 / 정부위원:14명 / 민간위원:3명)

- 과학기술정책의 종합·조정체계 구축
• 국가과학기술위원회가 최초로 설치되어 과학기술기본계획 수립
• 정부 R&D사업 조사분석평가 등 범부처 과학기술정책의 총괄 조정체계 구축
- 2004년 ~ 2007년 국가과학기술위원회 (위원장:대통령 / 부위원장:과학기술부총리 / 정부위원:13명 / 민간위원:8명)

- 과학기술위 기능 강화(과기부총리, 과학기술혁신본부 설치)
• 국가과학기술위원회 심의대상을 확대(산업, 인력, 지역혁신정책), R&D예산의 조정 배분권을 부여하여 부처간 종합조정을 강화
- 2008년 ~ 2010년 국가과학기술위원회(위원장:대통령 / 부위원장:교육과학기술부 장관 / 정부위원:10명 / 민간위원:13명)

- 민간중심의 운영체계 개편
• 국가과학기술위원회 간사를 대통령실 교육문화수석비서관이 담당하여 중립성과 실질적 조정기능을 강화하였고 민간위원 중심의 과학기술정책과 R&D재원 배분체계 구축
- 2011년 ~ 2013년 국가과학기술위원회

- 대통령 직속 행정위원회로 개편 출범
• 김도연 위원장 취임(2011년 3월 28일)
• 구성: 위원장 1명(장관급) / 상임위원 2명(차관급) / 위원 7명
• 사무처: 1관 3국 1심의관 15과 1팀 / 정원 122명)

## 조직
| - 거대공공전문위원회 - 거대공공조정과 - 과학기술전략과 - 과학기술정책과 - 과학기술정책국 - 기초연구진흥협의회 - 기획관리관 - 기획재정담당관 - 녹색자원전문위원회 - 미래성장조정과 - 법무감사팀 | - 사무처 - 생명복지전문위원회 - 생명복지조정과 - 성과관리과 - 성과정책과 - 성과평가국 - 심의관 - 연구개발기획과 - 연구개발조정국 - 연구기관선진화팀 - 연구제도과 | - 연구조정총괄과 - 운영지원과 - 정책조정과 - 정책조정전문위원회 - 주력기간전문위원회 - 지방과학기술진흥협의회 - 지식재산전문위원회 - 첨단융합전문위원회 - 평가전문위원회 - 행정관리담당관 - 홍보협력담당관 |

## 역대 위원

### 국가과학기술위원회 위원장
| 공화국      | 대수 | 이름           | 임기                              | 출신지 | 출신학교 | 비고                                                            |
| ----------- | ---- | -------------- | --------------------------------- | ------ | -------- | --------------------------------------------------------------- |
| 이명박 정부 | 초대 | 김도연(金道然) | 2011년 3월 28일 ~ 2013년 3월 23일 | 서울   | 서울대   | 서울대 교수&울산대 총장&교육과학기술부 장관&한국공학한림원 회장 |

### 국가과학기술위원회 상임위원
| 공화국      | 대수 | 이름           | 임기                              | 출신지                     | 출신학교 | 비고                                                                              |
| ----------- | ---- | -------------- | --------------------------------- | -------------------------- | -------- | --------------------------------------------------------------------------------- |
| 이명박 정부 | 초대 | 김차동(金次東) | 2011년 3월 28일 ~ 2012년 3월 2일  | 경남 부산 (현 경남과 분리) | 한양대   | 과학기술부 연구개발국장·과학기술협력국장&교육과학기술부 인재정책실장·기획조정실장 |
| 이명박 정부 | 초대 | 김화동(金華東) | 2011년 3월 28일 ~ 2013년 3월 23일 | 경북 군위                  | 영남대   | 기획예산처 산업재정기획단장&기획재정부 재정정책국장&기획재정부 FTA국내대책본부장  |
| 이명박 정부 | 2대  | 임기철(林基哲) | 2012년 3월 2일 ~ 2013년 3월 23일  | 경남 부산 (현 경남과 분리) | 서울대   | 대통령실 과학기술비서관&과학기술정책연구원 기획조정실장                           |

## 설립 배경
1973년 종합과학기술심의회로 처음 출발한 국가과학기술위원회는 2011년 3월 대통령 소속 상설 행정위원회로 새롭게 출범하였다. 국가 R&D 규모가 확대되고, 범부처 차원의 R&D 정책조정과 투자 효율성 제고에 대한 요구가 커짐에 따라 국가 과학기술의 종합 조정 필요성이 본격적으로 제기되었다. 이에 특정부처에 소속되어 있는 사무처의 비독립성과 비상설 자문위원회로서의 한계를 극복하기 위해 국가과학기술위원회가 그 위상과 기능이 한층 강화된 대통령 소속 상설 행정위원회로 2011년 3월 28일 개편되었다. 국가과학기술위원회는 과학기술기본계획 등 국가과학기술의 정책목표 및 전략을 수립하고, 국가 연구개발사업의 투자방향을 설정하고 예산을 배분·조정하며, 국가연구개발사업의 성과 평가 및 성과 활용을 촉진하는 등의 업무를 수행하였다.